# Sương sa

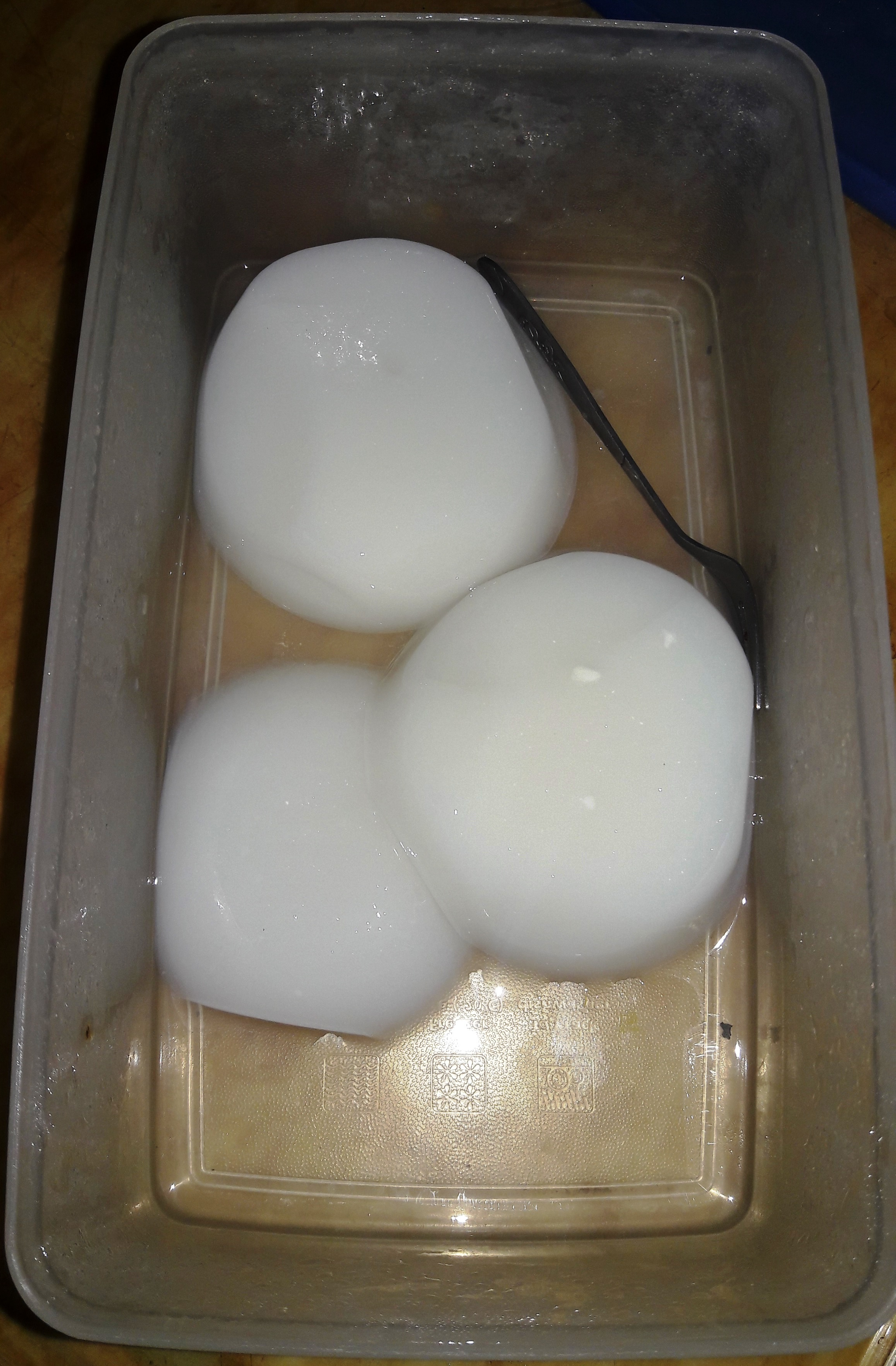
Thạch dừa rau câu

Sương sa là một loại thạch trắng, và dùng làm món giải khát, được chế biến từ một số loại rong biển, tảo biển không độc. Cả ba loại thạch sương sáo, sương sâm và sương sa thường được cắt nhỏ, trộn chung với nhau, chan nước đường, nước cốt dừa, thêm vào một ít tinh dầu hoa bưởi hoặc dầu chuối, bột báng. Có thể thêm đá cục hoặc đá bào vào cho mát. Sương sa nếu thêm hạt lựu sẽ được gọi là chè sương sa hạt lựu. Nếu sử dụng một loại rong biển là rau câu thì sương sa sẽ được gọi là thạch rau câu.

## Các món ăn dân gian với sương sa

### Chè sương sa hạt lựu

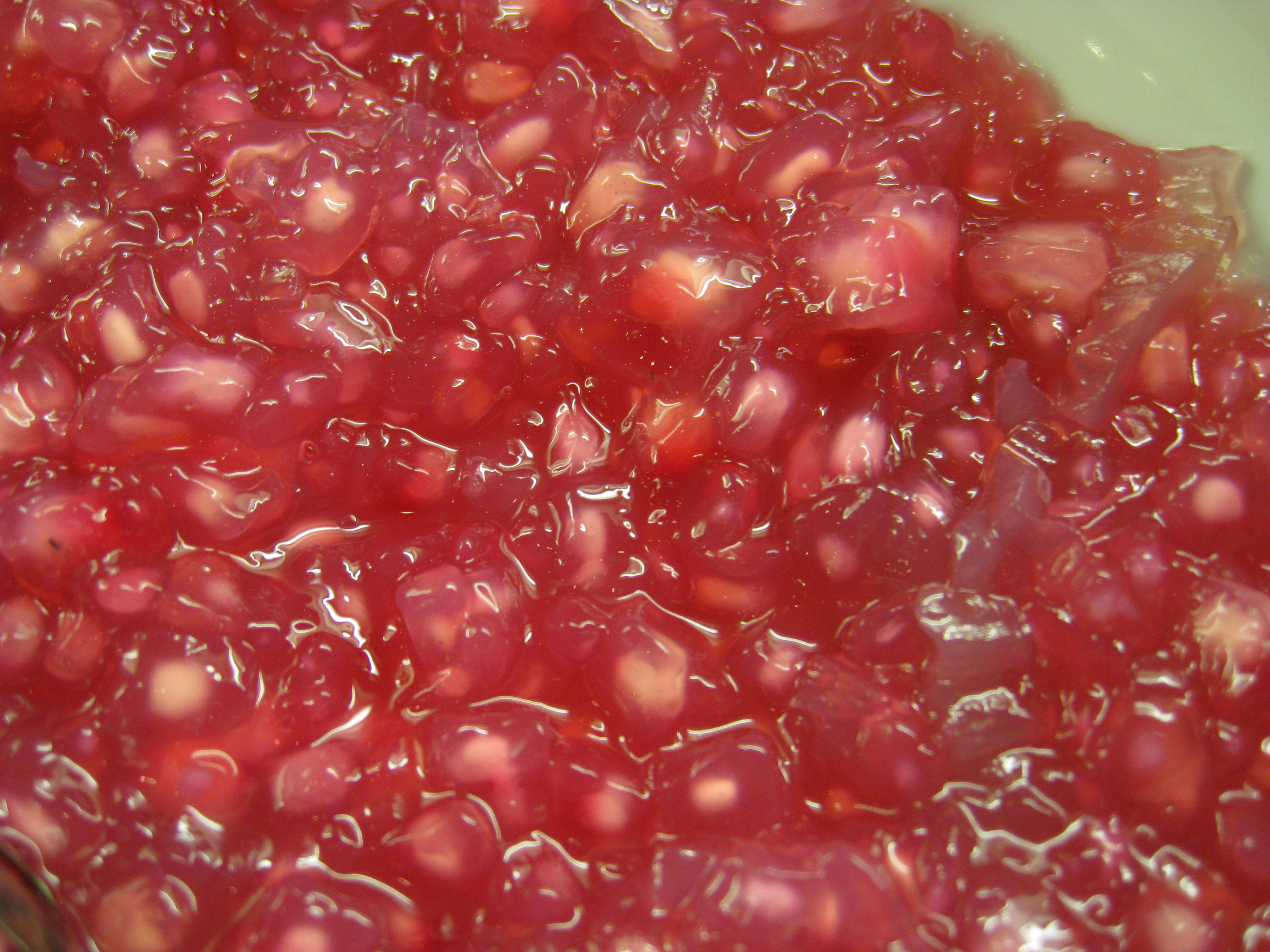
Hạt lựu

Đây là một món khá nổi tiếng tại Việt Nam với thành phần chính là sương sa và hạt lựu (một loại bột được làm giống như các hạt của quả lựu dính chùm nhau). Mặc dù được gọi là chè nhưng với vị ngọt dịu và độ béo vừa phải, nó giống một loại thức uống giải khát hơn là chè.
Người ta có hai cách thưởng thức:
- Cho nhiều đá lạnh vào ly, nhằm mục đích giải khát là chính.
- Múc một ít chè cho vào chén nhỏ, ăn chậm nhâm nhi để thưởng thức.

Thông thường, người ta cho thêm dầu chuối hoặc dầu vani để tạo thêm mùi vị hấp dấn hơn.

### Sương sa dừa

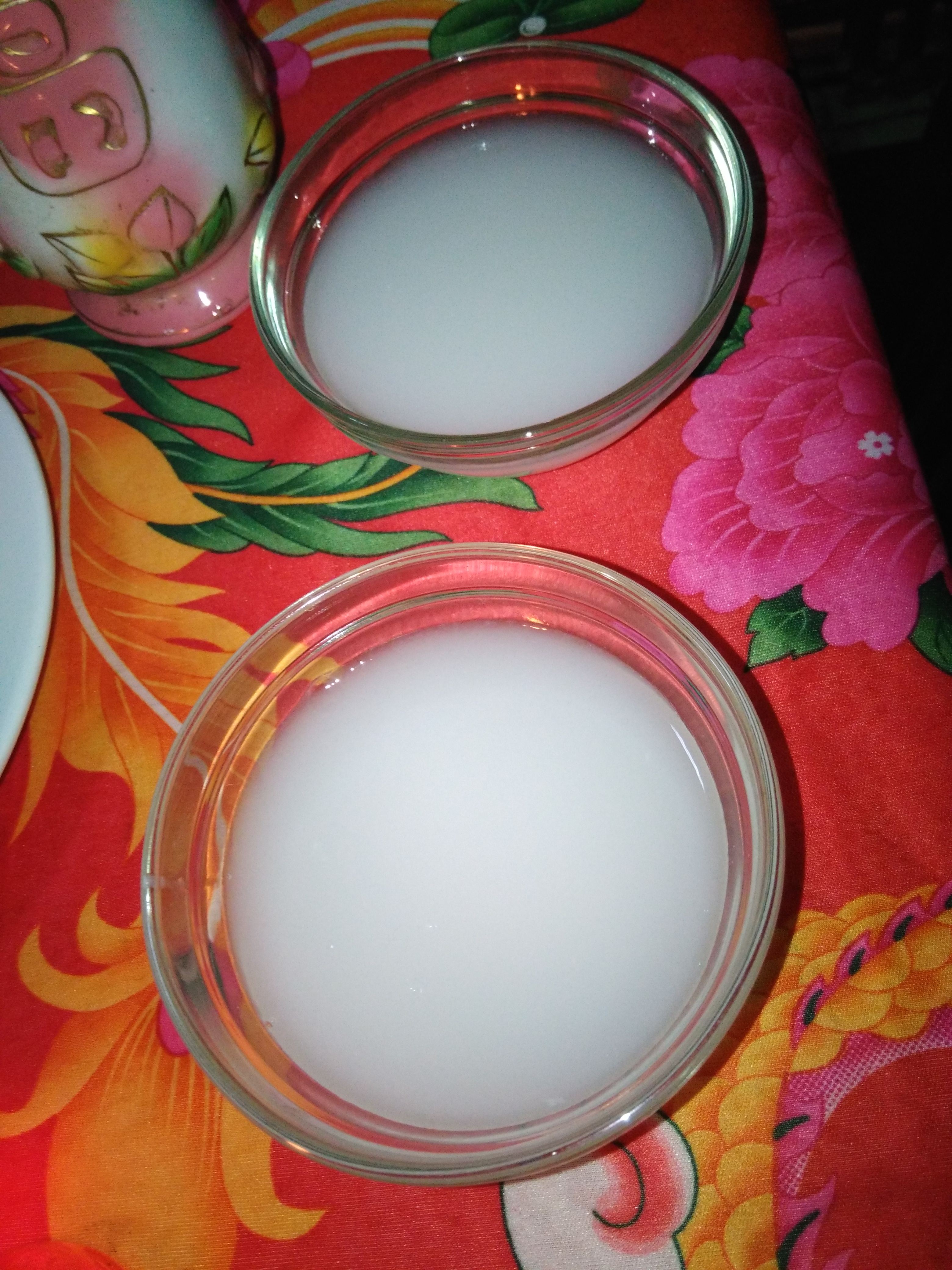
Chè đông sương

Còn được gọi là dừa sương sa. Khác với sương sa bình thường được nấu với nước, sương sa ở đây được nấu với nước cốt dừa. Sau đó, để tăng phần thẩm mĩ khi ăn, thay vì đổ sương sa vào khuôn, người ta đổ sương sa vào sọ dừa vừa mới cắt phần đầu.
Nếu chỉ tính phần sương sa thì sương sa ở đây có màu trắng đục, vị ngọt và thơm từ nước cốt dừa, nó lại rất mềm.
Món sương sa dừa thường được ướp lạnh trước khi ăn với 2 tác dụng:
- Làm cho sương sa đông hơn, tránh bị chảy nhiễu do không khí làm mất vị ngon.
- Tạo cảm giác lạnh khi ăn, và trở thành một món giải khát hiệu quả.

### Chè nhãn sương sa
Một món chè sương sa với nhãn lồng. Thông thường, sương sa được cắt thành các cục vuông nhỏ hoặc được bào thành sợi nhỏ dài khoảng 5cm. Nhãn lồng được bỏ hột đi, và ngâm trong nước lạnh để trở nên giòn hơn, dễ ăn hơn. Ở một số nơi, người ta ngâm nhãn lồng với muối để sạch hơn và đa dạng mùi vị.
Người ta thường ăn với đá lạnh để có vị thanh mát hơn.